# Âme russe

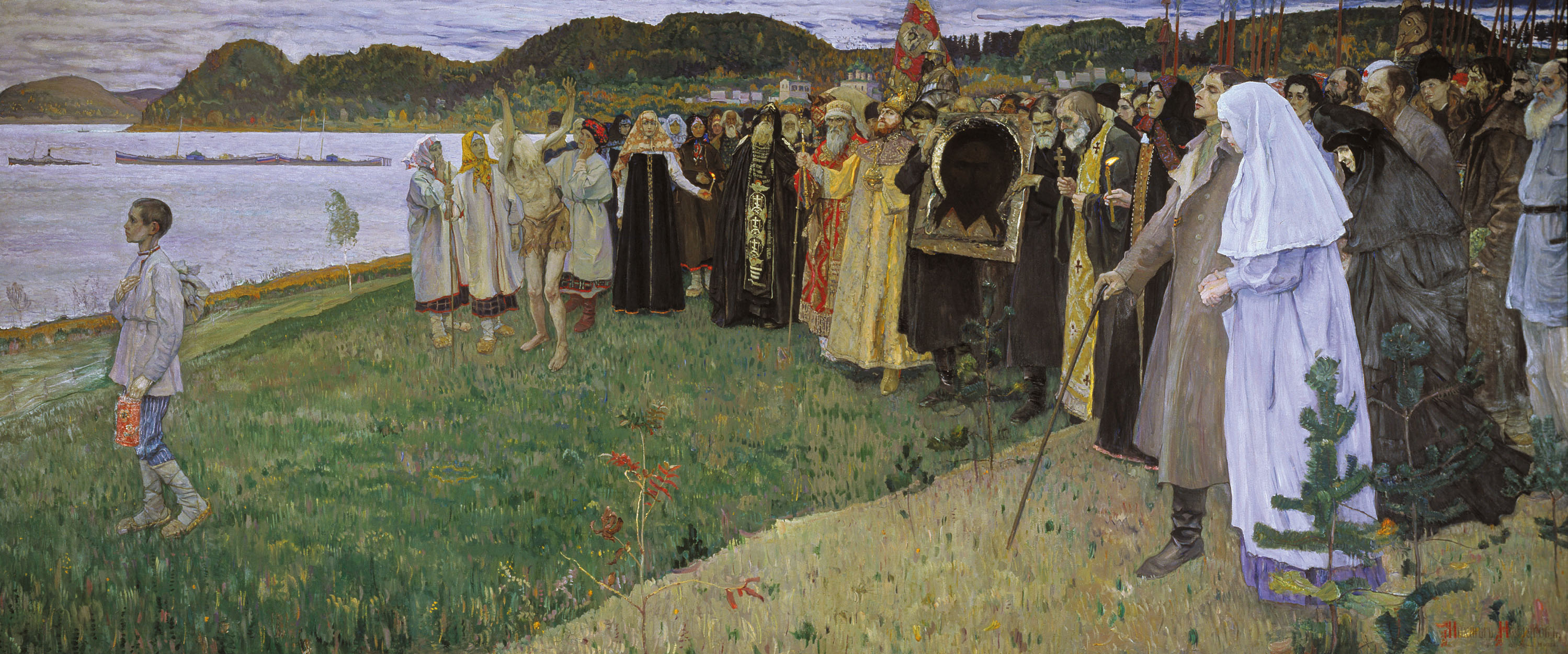
Cérémonie religieuse en Russie.

Le terme âme russe (русская душа), est utilisé dans la littérature pour décrire la spiritualité russe (et parfois slave). Les écrits d'écrivains russes tels que Nikolai Gogol, Léon Tolstoï et Fiodor Dostoïevski offrent des descriptions de l'âme russe.
Le mot russe душа (doucha) est le plus étroitement traduit par le mot âme. L'âme russe peut être décrite comme une tendance culturelle des Russes à décrire la vie et les événements d'un point de vue religieux et philosophiquement symbolique. En Russie, l'âme d'une personne est la clé de l'identité et du comportement d'une personne qui assimile la personne à son âme. La profondeur, la force et la compassion sont des caractéristiques générales de l'âme russe. Selon Dostoïevski, "le besoin spirituel le plus élémentaire du peuple russe est la nécessité de la souffrance". Les idées de Dostoïevski sur l'âme russe sont étroitement liées au christianisme orthodoxe oriental, à son idéal du Christ, à sa souffrance pour les autres, à sa volonté de mourir pour les autres et à son humilité tranquille.

## Origine  de l'expression
Le concept d'une âme russe est apparu dans les années 1840 principalement comme phénomène littéraire. L'auteur Nicolas Gogol et le critique littéraire Vissarion Belinski ont co-inventé le terme après la publication des Âmes mortes de Gogol en 1842.
À l'époque, les propriétaires fonciers se référaient souvent à leurs serfs comme à des « âmes » et ce à des fins comptables. En dehors de ce sens littéral, Gogol a également prévu le titre de son roman comme une observation de la perte de l'âme des propriétaires par leur exploitation d'autres hommes, les serfs.
Vissarion Belinski, critique radical, a développé plus avant les intentions de Gogol et a suggéré que soit tirée du roman une nouvelle reconnaissance d'une âme nationale, existant en dehors du gouvernement et fondée sur les vies de la classe paysanne simple et travailleuse. En effet, Belinski a utilisé à plusieurs reprises le terme « âme russe » dans ses analyses de l'œuvre de Gogol, l'expression a gagné en importance et s’est plus clairement définie par les écrits d'auteurs tels que Fiodor Dostoïevski. Cette marque de nationalisme était le produit d'un effort continu de diverses classes de la Russie pour définir une identité nationale.

## Évolution de l'expression
Des souches de nationalisme émergeaient avec l'avènement de la littérature romantique allemande en Russie. Les auteurs du mouvement romantique se sont efforcés d'affirmer une identité allemande indépendante et unique et, à partir des années 1820, les classes supérieures russes ont commencé à imiter ces auteurs dans la quête du caractère unique de la Russie. Deux écrivains allemands en particulier ont eu une grande influence : Friedrich Wilhelm Joseph von Schelling et Georg Wilhelm Friedrich Hegel.
Le thème d'une "âme" ou d'un "esprit" propre à chaque nation apparaît à la fin du XVIIIe siècle en Allemagne, sous la plume du pré-romantique Johann Gottfried von Herder (1744-1803). Elle gagne rapidement la Russie, où elle se transforme pour s'appliquer non pas à une caricature du Russe moyen, mais plutôt à une mission universelle et mystique de la Russie. Cette appropriation de la notion occidentale d'"âme russe" par les Russes est essentielle et se fait avant tout par la littérature, comme dans L'Idiot de Dostoïevski où le personnage principal est le point de départ de plusieurs réflexions sur "l'âme russe". De même, on lit dans le Discours sur Pouchkine de Dostoïevski :
Tous les Russes de l’avenir se rendront compte que se montrer un vrai Russe, c’est chercher un vrai terrain de conciliation pour toutes les contradictions européennes ; et l’âme russe y pourvoira, l’âme russe universellement unifiante qui peut englober dans un même amour tous les peuples, nos frères.
Classiquement, on rapproche aussi cette expression d'un célèbre quatrain de Fiodor Tiouttchev :
On ne peut pas comprendre la Russie par l'esprit,
Ni la mesurer avec des outils de mesures habituels
Elle est d'une nature si particulière,
Qu'en elle, on ne peut que croire.
L'expression se transforme au début du XXe siècle en "énigmatique âme russe" (загадочная русская душа), apparaissant sous cette forme dans l'article d'un auteur anglais, Arthur Symons : "The Russian soul : Gorki and Tolstoi" (1898, in Studies in prose and verse, London: J. M. Dent & Co, 1902), tout d'abord dans le titre de son article puis lorsqu'il évoque la nouvelle de Nicolas Gogol "Foma Gordiaev" :
It is a strange, chaotic, attractive book, which we may read either for its story, or because we want to find out something more about the mysterious russian soul.

## Culmination du concept

### Dostoïevski
L'âme russe a évolué et est entrée dans la conscience occidentale par les œuvres de Fiodor Dostoïevski. Dans ses romans et ses récits, Dostoïevski expose un nationalisme souvent anti-européen et suggère fréquemment un « esprit du peuple » maintenu par « des idées inexprimées, inconscientes, qui ne sont que fortement ressenties ». À la mort de Dostoïevski en 1881, l'âme russe avait achevé son évolution en Russie.

### Après Dostoïevski
De 1880 à 1930, grâce en grande partie à Dostoïevski, le concept d'« âme russe » s'étendit à d'autres pays et commença à affecter la perception étrangère du peuple russe. Pour beaucoup d'Européens, l'idée offrait une alternative positive à la vision typique des Russes comme peuple arriéré, et représentait le peuple russe comme un exemple de l'innocence que l'Occident avait perdue. La popularité de l'"âme russe" a continué au XXe siècle mais s'est fanée pendant l’ère soviétique. Dans les années 1930, le concept glissait vers l'obscurité, mais il survit dans les œuvres des écrivains qui l'ont conçu.

## Description de l'«âme russe»
À l'âme russe sont le plus souvent associées les notions de mysticisme, d'irrationalité, de démesure et d'abattement.
On trouve sous la plume de Joseph Fitzpatrick la description suivante, qui met l'accent sur la dimension irrationnelle théorisée par les Occidentaux et sa transformation en visée messianique universelle par les Russes sous l'influence de Dostoïevski :
« The Russian soul was a fundamentally non-European, and typically described as non-rational or irrational, inextricably connected with the Russian peasant. (...) Primitivism, then, was an integral part of the Russian soul. Williams points out that even before Dostoevsky, Rousseau's figure of the "noble savage" influences the Russian intellectuals' writings about their own people, and another historian of the Russian soul describes the Russian national character as opposed to the West in its emphasis of "strong feelings, the inexpressible, the unlimited, the hyperbolic, the spontaneous, the unpredictable, the immeasurable, and the unmannered." What Dostoevsky adds was the messianic narrative in which the Russian soul would redeem the soulless West. »
Dans son article "Qu'est-ce que l'âme russe ?" déjà cité, Georges Nivat met en avant un certain nombre de points fondamentaux constitutifs de l'âme russe :
- la religion :

« Le choix de la religion "grecque" (c'est-à-dire Byzance) avait été fait en 988 par Vladimir. Il avait convoqué les représentants de quatre religions (grecque, latine, juive et musulmane), s'était fait expliquer les différences et les cultes. Après une divine liturgie "grecque", il aurait déclaré : "On se serait cru au paradis !". Cette exclamation de Vladimir reste une donnée fondamentale de l'âme russe, que sept décennies d'athéisme bolchevique n'ont pas abolie. »

- la déchirure entre Orient et Occident :

« L'âme russe est tissée de contrastes, qu'elle soit maléfiquement disjointe, ou qu'elle soit mystiquement soudée. La frontière entre slavophiles et occidentalistes, canonisée par Herzen dans Passé et Méditations au XIXe siècle, ne cesse de courir dans la pensée russe, quel que soit le régime. L'idée russe, commune aux slavophiles et à leurs adversaire, c'est l'hypertrophie du cœur contre l'esprit, l'utopisme ou le chiliasme, le culte de l'intelligentsia. »
- «l'homme de trop»

« Tourguéniev affirma en 1850 que "nous les Russes" sommes soit des Quichotte, rêveurs en lutte contre les moulins, soit des Hamlet, paralysés par le sentiment d'impuissance. Hamlet et Don Quichotte étaient des masques européens pour l'homme russe désespéré. Que les deux attitudes contradictoires et complémentaires de la psyché russe aient été ainsi personnifiées par des mythes littéraires importés d'Occident n'est pas anodin : l'homme russe, proclama Dostoïevski dans son fameux discours sur Pouchkine, est un Européen qui incarne toutes les Europe, mieux que tout le reste de l'Europe. Cet Européen russe est un "errant", un skitalets, un "homme de trop", expression consacrée par Tourgueniev dans son récit Journal d'un homme de trop de 1850. Cet "errant" porte la plaie de la Russie, ouverte par le tsar Pierre le Grand à la fin du XVIIe siècle : un cœur en contradiction avec l'esprit. »

## Dans la culture

### Humour
Dans How to be an Alien, George Mikes consacre un bref chapitre à l'âme russe et à l'âme slave, vues comme une forme d'excentricité aussi incompréhensible que pittoresque.

### En bande dessinée
Dans Spirou et Fantasio à Moscou, l'âme russe est définie de la façon suivante: « Ces luttes incessantes forgèrent l'étonnante âme slave alliant une sage rudesse paysanne à une sensibilité proverbiale »